# Aspirante guardiamarina
Aspirante guardiamarina è un grado di ufficiale designato (OF-D) della Marina Militare Italiana e non ha omologhi nelle altre forze armate italiane. Gradi omologhi nella maggior parte di altre Marine militari mondiali è quello di guardiamarina o semplicemente di aspirante.

## Italia
Nella Marina Militare Italiana Aspirante guardiamarina (abbreviato: AGM) è il grado più basso tra gli ufficiali e non ha omologhi nelle altre forze armate italiane. Il grado immediatamente superiore è quello di guardiamarina omologo del sottotenente delle altre forze armate.
Al grado accedono esclusivamente gli allievi ufficiali al termine del secondo anno di corso dell'Accademia navale. Gli allievi ufficiali della Marina Militare Italiana del Ruolo Normale seguono un iter di studi quinquennale e al terzo anno vengono promossi al grado di "aspirante guardiamarina" per essere poi nominati al quarto guardiamarina e terminare il quinto anno di studi con il grado di sottotenente di vascello.

### Distintivi

Fregio da berretto rigido per ufficiali della Marina Militare, si noti lo sfondo blu sotto la torre e nell'ovale dell'ancoretta

Il distintivo di grado è costituita, sulle maniche o sulle spalle, da "uno spaghetto" dorato, sotto il quale, come per tutti i gradi della Marina, un panno (o sottogrado) di diverso colore indica il corpo di appartenenza:
- nero - Corpo di stato maggiore;
- amaranto - Corpo del genio navale;
- marrone - Corpo delle armi navali;
- arancione - Corpo del genio infrastrutture
- blu - Corpo sanitario militare marittimo;
- rosso - Corpo di commissariato militare marittimo;
- grigioverde - Corpo delle capitanerie di Porto.

Il codice di equivalenza NATO è OF-D.

Distintivo per paramano dell'uniforme ordinaria invernale del Corpo di stato maggiore
Controspallina delle uniformi ordinaria e di servizio estiva del Corpo di stato maggiore

Distintivo per paramano degli altri corpi della Marina Militare

Armi navali
Commissariato
Medici
Farmacisti
Genio Navale
Guardia costiera

## Il confronto conmidshipman
Il grado di aspirante guardiamarina ha assunto la comparazione, e spesso l'errata traduzione italiana dell'inglese midshipman, solo nel XX secolo, ciò è accaduto particolarmente con la comparazione dei gradi delle varie marine militari membri della NATO, come stabilito dal documento ufficiale STANAG 2116, ovvero, l'accordo sulle norme sui codici per i gradi del personale militare. Storicamente infatti, nella lingua e tradizione marinaresca del mondo anglofono, il termine midshipman era l'equivalente di quello in lingua italiana "mezzomarinaio", termine nato dalla traduzione del latino mesonauta e del greco tardo μεσοναύτης, che, prima di assumere il significato attuale di gaffa (l'attrezzo formato da una lunga asta uncinata e utilizzato per avvicinare il natante al molo durante la manovra di ormeggio, oppure per recuperare cime od oggetti a esse collegati), era, al tempo della marina velica, utilizzato anche per indicare il mozzo, ovvero il ragazzo che apprendeva il mestiere di marinaio assolvendo nello stesso tempo gli incarichi più umili di bordo.

## Altre forze armate
Nell'Aeronautica Militare Italiana, gli allievi ufficiali del 3º anno dell'Accademia Aeronautica vengono nominati "aspirante ufficiale", ma a differenza di quanto accade per gli allievi della Accademia Navale, si tratta di una qualifica e non di un grado, in quanto il passaggio di status da allievo ad ufficiale avviene solo in occasione della nomina a sottotenente.
Nelle rimanenti forze armate italiane, Esercito e Carabinieri, gli allievi ufficiali al termine del secondo anno dell'Accademia Militare di Modena, lasciano l'istituto, vengono promossi al grado di sottotenente e con questo grado iniziano gli studi del terzo anno di formazione, rispettivamente presso la Scuola di Applicazione di Torino, nel caso dell'Esercito, e la Scuola ufficiali carabinieri per gli ufficiali dell'Arma dei Carabinieri.

## Nel mondo

### Germania
Nella Deutsche Marine il grado omologo è Oberfähnrich zur See. Gli allievi ufficiali della marina tedesca iniziano la loro formazione presso l'Accademia navale Mürwik (tedesco: Marineschule Mürwik) a Flensburg-Mürwik come aspiranti ufficiali (tedesco: Offizieranwärter) e dopo circa un anno, vengono promossi a Seekadetten, equivalente al grado di Maat, per poi circa nove mesi dopo essere promossi al grado Fähnrich zur See, equivalente al grado di Bootsmann e dopo 30 mesi di formazione essere promossi al grado finale di candidato ufficiale, Oberfähnrich zur See, equivalente al grado di Hauptbootsmann. 
Gli allievi ufficiali della marina tedesca iniziano la loro formazione presso l'Accademia navale Mürwik (tedesco: Marineschule Mürwik) a Flensburg-Mürwik come aspiranti ufficiali (tedesco: Offizieranwärter) e dopo circa un anno, vengono promossi a Seekadetten, equivalente al grado di Maat, per poi circa nove mesi dopo essere promossi al grado Fähnrich zur See, equivalente al grado di Bootsmann e dopo 30 mesi di formazione essere promossi al grado finale di candidato ufficiale, Oberfähnrich zur See, equivalente al grado di Hauptbootsmann.
| Grado omologo                                                  | Distintivo di grado                           |
| -------------------------------------------------------------- | --------------------------------------------- |
| Germania - Seekadett - Fähnrich zur See - Oberfähnrich zur See | SeekadettFähnrich zur SeeOberfähnrich zur See |

### Repubblica Dominicana
Nella Armada de la República Dominicana esiste un grado omologo che è Caballero GuardiaMarina e fa parte degli aspiranti ufficiali.